# Lužické Šestiměstí
Lužické Šestiměstí (německy Oberlausitzer Sechsstädtebund, latinsky Hexapolis, hornolužickosrbsky Hornjołužiske šěsćiměsta) byl spolek šesti měst Horní Lužice vytvořený roku 1346 a trvající až do roku 1815. Tvořila jej města Budyšín, Kamenec, Žitava, Zhořelec, Lobava v dnešním Německu a město Lubáň na území dnešního Polska. Spolek hrál důležitou ekonomickou i politickou roli v dějinách Horní Lužice (ta do roku 1635 spadala do rámce České koruny, poté byla lénem Saského kurfiřtství).

## Historie

Bautzen (Budyšín)
Görlitz (Zhořelec)
Kamenz (Kamenec)
Lauban (Lubáň)
Löbau (Lobava)
Zittau (Žitava)

Spolek byl založen za vlády Karla IV., snad i z jeho popudu, neboť Karel v městech viděl spojence proti místní šlechtě. Prvních dvě stě let trvání spolku bylo dobou jeho největší slávy. Byla to bohatá města a ač tři z nich byla menší, fungovalo spojenectví na principu rovnosti všech.
V době husitských válek někteří z rodu Vartenberků podnikali loupeživé výpravy nejen po severních Čechách, ale i v Sasku. V reakci na to vyslalo Šestiměstí roku 1444 vojsko podporované Prahou, které dobylo a mnohdy vypálilo většinu vartenberských sídel, zejména hradů. V roce 1447 se Šestiměstí podílelo na likvidaci hradů v severovýchodních Čechách, jejichž posádky vedly drobnou válku proti Slezanům a lužickým kupcům. Spolek slezských knížat a Šestiměstí vykoupil, vypálil a pobořil hrady Žacléř, Adršpach, Střmen, Skály, Belver a Vízmburk.
Konec třicet let trvající malé války mezi Šestiměstím a Vartenberky dokládá listina z roku 1458 Beneše z Vartenberka, kdy mohl konečně obnovit nadání fary a kostela v Zákupech. Po šmalkaldské válce v roce 1547 byla města potrestána panovníkem císařem Ferdinandem I. za údajnou vzpouru a vliv spolku začal postupně upadat.
Definitivní konec nastal v roce 1815, když Vídeňský kongres města rozdělil mezi dvě země, Sasko a Prusko. Čtveřice měst v Sasku pak utvořila Čtyřměstí, avšak i to roku 1868 zaniklo.

## Současnost
Roku 1991 při oslavách 770 založení města Löbau byl svazek kvůli turistickému ruchu obnoven, ovšem jako Sedmiměstí, doplněné o polský Zgorzelec (polskou část Zhořelce).